# Ulmer Schwesternbuch
Das Ulmer Schwesternbuch oder besser Gotteszeller Schwesternbuch ist höchstwahrscheinlich im Dominikanerinnenkloster Gotteszell bei Schwäbisch Gmünd entstanden, wohl nach 1330. Es stellt das mystische Erleben der Nonnen in den Mittelpunkt.
Der Schwerpunkt des Schwesternbuchs liegt auf der Lebensbeschreibung Adelheits von Hiltegarthausen. Sie wird ergänzt durch die Vita von Adelheits Tante Irmendraut sowie durch zehn Kurzviten tugendhafter Schwestern. Nur Adelheits Vita steht in der Tradition der sogenannten Gnadenviten, die außerordentliche mystische Begnadungen schildern. Sonst dominiert die Darstellung klösterlicher Tugenden. Siegfried Ringler schätzt das Gotteszeller Schwesternbuch im Vergleich zu anderen Schwesternbüchern als „am wenigsten profiliert“ ein. Das Werk habe in erzählerischer Form sowohl der klösterlichen Unterweisung als auch der Selbstbestätigung der klösterlichen Gemeinschaft gedient.

## Überlieferung und Ausgaben
Der Text ist in zwei Handschriften des 15. Jahrhunderts überliefert, der der Martinus-Bibliothek in Mainz, Cod. 43, 28r–59r und der des Klosters Unserer Lieben Frau zu den Schotten in Wien, Cod. 308, 18v–44r.
Als eigenständiges Werk ist das Ulmer Schwesternbuch im Engelthaler Klosterkatalog von 1447 belegt, identifizierbar durch die Ortsangabe Ulm: Ein puchlein von eim kloster daz ligt in Ulem in Swaben von einem seligen menschen.
Die Edition durch F. W. E. Roth beruht auf der Mainzer Handschrift; bei Siegfried Ringler finden sich die wichtigsten Lesarten der Wiener Handschrift.

## Entstehungsort
Der in den Schlussversen genannte Entstehungsort Ulm erscheint wenig wahrscheinlich, da es unmittelbar bei Ulm kein Dominikanerinnenkloster gab. Siegfried Ringler erkannte die Eigenständigkeit des Textes, der vorher als Teil des Kirchberger Schwesternbuchs gegolten hatte, und schlug als behelfsmäßigen vorläufigen Titel Ulmer Schwesternbuch vor. Hans Peter Müller legte in der Rottenburger Zeitschrift „Der Sülchgau“ 1977/78 einen Vorschlag zur Identifizierung des Klosters vor: Kloster Gotteszell bei Schwäbisch Gmünd. 1984 konnte dies Klaus Graf durch das Auffinden der Margaretha von Rosenstein, die nach dem Schwesternbuch dem fraglichen Kloster angehörte, als Gotteszeller Nonne zum Jahr 1330 (allerdings nur bezeugt in einer reichlich trüben Quelle des 19. Jahrhunderts) bekräftigen. Seither wird in der Forschung zu den Schwesternbüchern allgemein Gotteszell als Entstehungsort akzeptiert.

## Textprobe
„Es was ein gar andechtige swester in dem selben closter die hies Leugart, und was wol dreissig jar priorin oder suppriorin. Und hielt den orden so stercklichen, das alle die in dem closter ab ihr pilde namen, und nymer wort gesprach sie an verpoten steten und zeiten Selbst bei einem Brand des Schlafsaals, als alle laut nach den Schlüsseln riefen, sprach sie nicht. Dar zu sprach sie alle tage tusent Ave Maria, und einen psalter sprach sie auch alle tage ob dem wercke. Und eins mals, da sie span, wann sie komm aus dem werckhauss nymmer an not, da kom das allerschönste lemlein, das je gesehen ward, und was aller dinge in dem pilde mit dem vannen und mit dem creücz, als man es pfliget ze malen. Und sas ir in die schoss, und das lemlein nam sein pfötlein, und sluck sie an die hende und an den vaden, den sie gespunnen hete ze derselben stunde rechte in der weise, als ir das lemlein chürzveil und freüde wolte machen, und das treib es als lange, piss sie hinder sich in ein fenster vil, und also lage sie lange weil in göttlicher genade, als ir vil und dicke geschach“

## Edition
- F. W. E. Roth: Aufzeichnungen über das mystische Leben der Nonnen von Kirchberg bei Sulz Predigerordens während des XIV. und XV. Jahrhunderts. In: Alemannia 21 (1893), S. 103–148, hier S. 123–148 (nach der Mainzer Handschrift)